# Conrad Wahn
Conrad Wahn (Niederaula, 12 ottobre 1851 – Kornelimünster, 14 dicembre 1927) è stato un architetto tedesco. Dal 1887 fu architetto-capo della città di Metz, città francese all'epoca parte delll'Impero tedesco.

## Biografia

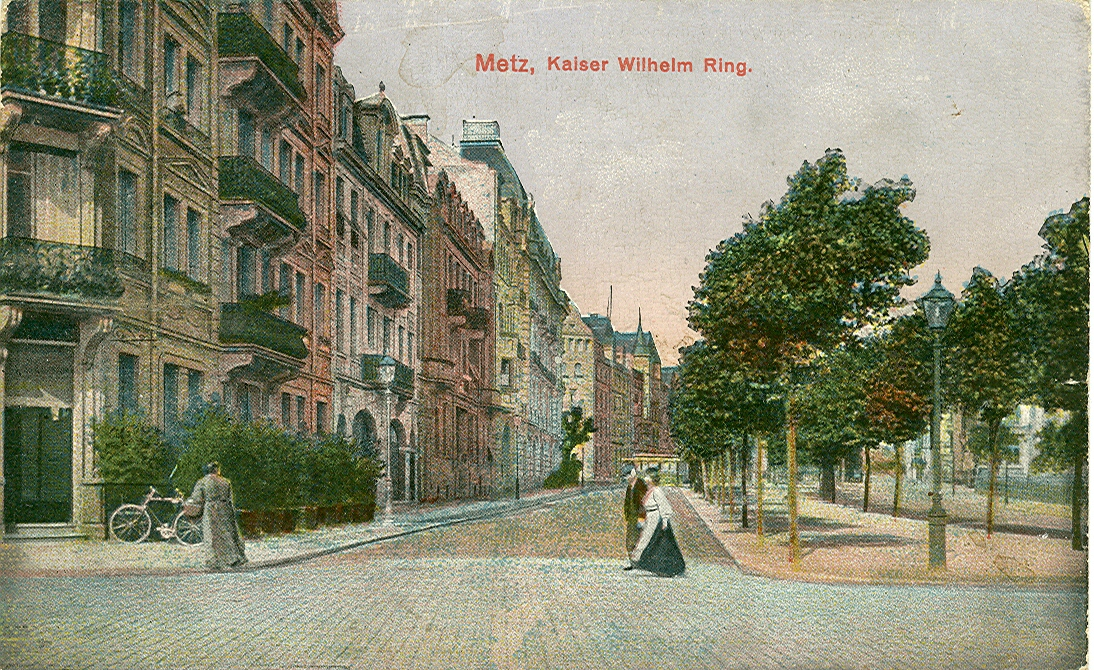
Avenue Foch nel 1917.

Conrad Wahn nacque a Niederaula, in Germania, nel 1851, figlio di Dietrich Wahn, fabbro, e di Angelika Wahn, nata Eichmann. Iniziò gli studi di architettura nel 1870, dapprima frequentando la Scuola di architettura di Hannover, e poi l'Università tecnica di Monaco.
A partire dal 1887 fu nominato architetto-capo della città di Metz, che col trattato di Francoforte del 1871 era stata annessa all'Impero tedesco. A Wahn venne conferito l'incarico di trasformare Metz da un punto di vista urbanistico ed artistico, al fine di germanizzare la città, rendendola un vero e proprio simbolo del guglielminismo, in linea con i dettami del Kaiser Guglielmo II. Di conseguenza, nel corso della sua carriera a Metz Wahn lavorò a numerosi progetti urbanistici ed architettonici: fu lui a progettare il Neue Stadt (ossia, città nuova), poco dopo ribattezzato Quartiere imperiale, un nuovo quartiere che avrebbe dovuto dare alla città un aspetto più tedesco, in aperta rottura con lo stile francese,  e sempre Wahn progettò e realizzò numerosi edifici, sia civili che religiosi, mostrando molto più talento rispetto ad altri architetti comunali.

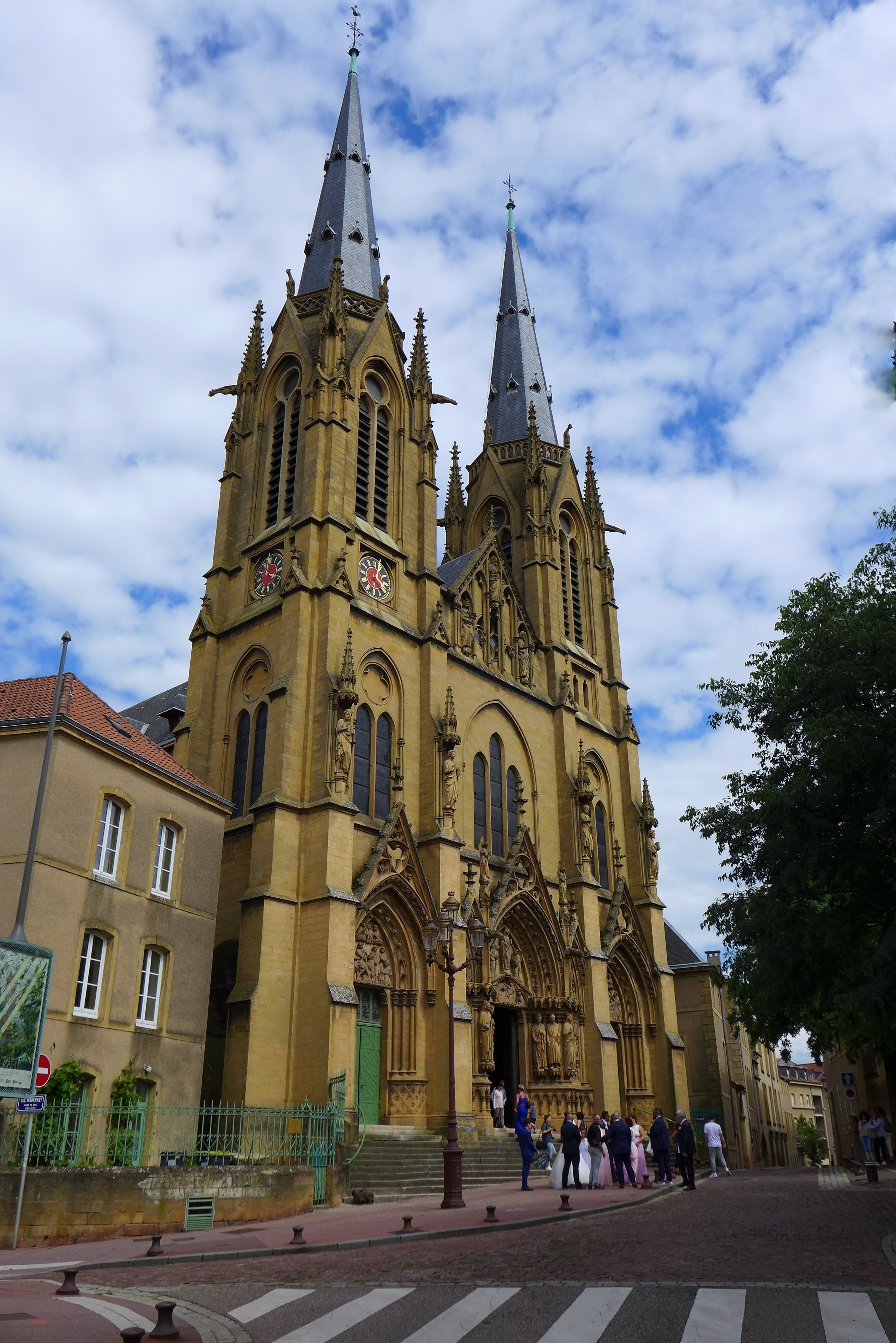
Facciata della chiesa di Santa Segolena, restaurata da Wahn

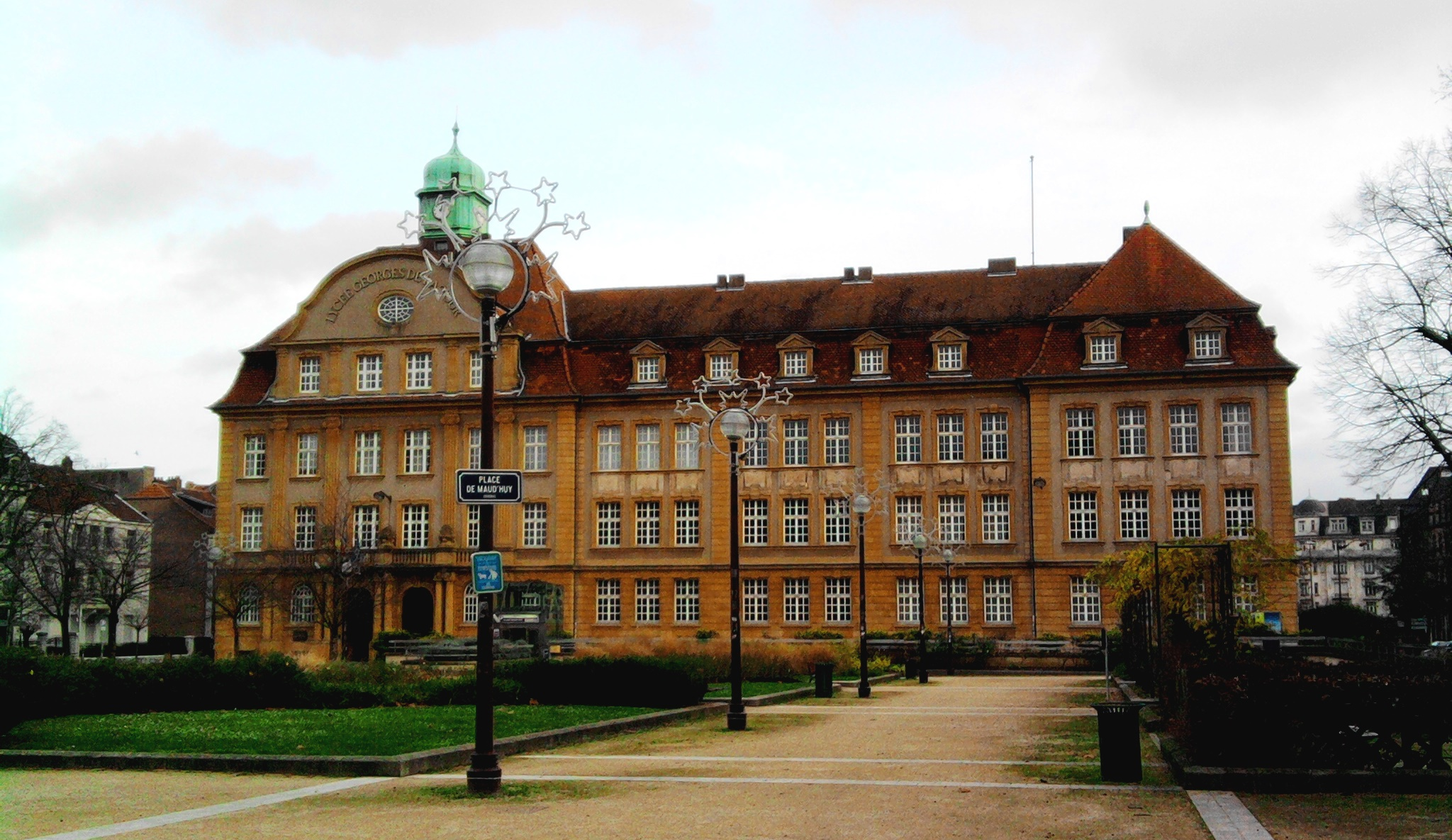
Il liceo Georges de la Tour

Nel progettare il Quartiere imperiale, Wahn tenne conto del ruolo strategico che la città aveva dal punto di vista militare, facendo in modo di collegarla a centri limitrofi come Sablon (oggi quartiere di Metz) e Montigny-lès-Metz; ma al contempo, non mancò di curare anche l'aspetto artistico, in ossequio alla necessità, più volte ribadita dal Kaiser, di fare del nuovo quartiere un simbolo della rottura di Metz col suo passato francese. Al fine di garantire una transizione artistica piacevole tra il centro storico in stile francese e il nuovo quartiere stilisticamente tedesco, Wahn progettò la strada che collegava i due quartieri, la Kaiser Wilhelm Ring  (oggi Avenue Foch), riempiendola di ville in stili architettonici diversi, dallo stile neoromanico a quello neogotico, da quello neobarocco a quello neorinascimentale, rendendo tale strada un esempio di eclettismo.
Oltre a riprogettare l'urbanistica di Metz, Wahn realizzò vari edifici in diverse zone della città: in particolare, a lui si deve la costruzione di molte scuole, la Scuola elementare Sant'Eucario, in stile neorinascimentale tedesco, nel 1890,, la Scuola Chanteclair-Debussy, anch'essa in stile neorinascimentale e classificata come monumento storico dal 2012, nel 1904, ed infine la Scuola superiore delle ragazze (oggi Liceo Georges de la Tour) in stile neobarocco nel 1906.
Tra gli edifici religiosi più importanti creati da Wahn a Metz, quello di maggior rilievo è il Temple Neuf, costruito per la comunità protestante cittadina nel 1901. Per realizzarlo Wahn presentò vari progetti al Kaiser Guglielmo II in persona, il quale lo convinse a scegliere un progetto in stile neoromanico in luogo di quello neogotico che l'architetto avrebbe preferito. In precedenza, Wahn aveva già avuto modo di lavorare su un edificio religioso di Metz, restaurando nel 1896 la chiesa di Santa Segolena e modificandone totalmente la facciata, ricreata in stile neogotico.

## Opere
- Chiesa di San Nicola, L'Hôpital, Francia, 1882-1886;
- Scuola elementare Sant'Eucario, Metz, Francia, 1890-1891;
- Chiesa di San Giovanni Battista, Algrange, Francia, 1891-1892;
- Chiesa di Santa Segolena, Metz, Francia, 1896-1898 (Restauro);
- Villa Wahn, Metz, Francia, 1904;
- Temple Neuf, Metz, Francia, 1904-1907;
- Scuola Chanteclair-Debussy, Metz, Francia, 1904-1907;
- Liceo Georges de la Tour, Metz, Francia, 1910.